# Brigata dei Martiri di al-Aqsa
Le Brigate dei Martiri di al-Aqsa (in arabo كتائب شهداء الأقصى‎?, Katāʾib Shuhadāʾ al-Aqsā), sono una coalizione di gruppi armati palestinesi allineati con Fatah in Cisgiordania e nella Striscia di Gaza. 
Creata nel 2000 durante la Seconda Intifada, le Brigate hanno operato in precedenza come ala armata ufficiale del partito politico Fatah prima di separarsene nel 2007. Attualmente, l'organizzazione continua ad essere politicamente allineata con Fatah e a volte si presenta ancora come ala armata del partito, un'associazione rifiutata dalla leadership di Fatah. 
Con l'accusa di colpire i civili, il gruppo è stato classificato come organizzazione terroristica da Israele, Stati Uniti, Canada, Unione europea e Giappone.

## Storia
Il gruppo era inizialmente votato a colpire le forze israeliane e coloni nella Cisgiordania e nella Striscia di Gaza. Dal 2002, secondo una fonte statunitense, avrebbe avviato una serie di attacchi contro civili nelle città israeliane. Nel marzo 2002, dopo un attacco suicida a Gerusalemme, il gruppo venne inserito nella lista delle organizzazioni terroristiche da parte degli Stati Uniti e degli altri Paesi summenzionati.
Malgrado il loro nome derivi dal concetto islamico di martirio e dalla moschea di al-Aqsa, sono considerate un'organizzazione nazionalista e secolarizzata. L'organizzazione del gruppo deriva massimamente dai ranghi dei Tanzim, una fazione militante di al-Fath. A seguito della morte di Yasser Arafat, l'11 novembre 2004 il gruppo annunciò che avrebbe firmato i propri attacchi come le Brigate dello Shahīd Yasser Arafat.